# Св. св. Кирил и Методий (Чибаовци)
„Св. св. Кирил и Методий“ е българска православна църква в софийското село Чибаовци.

## История
Храмът е разположен в местността Улицата. Построен е в 1889 година на мястото на по-стар храм.
Иконостасът е дело на дебърски майстори от рода Филипови.